# Liste der Straßen in Weißig (Freital)

Lage von Weißig in Freital

Die Liste der Straßen in Weißig enthält alle benannten Straßen des Stadtteils Weißig der Großen Kreisstadt Freital im Landkreis Sächsische Schweiz-Osterzgebirge.
Im Stadtteil Weißig sind insgesamt 14 Straßen benannt, davon neun auf der Gemarkung Weißig und sechs in Unterweißig. Die wichtigste Straße im Ort ist die Hauptstraße, die unter anderem die drei Teilorte (Ober-)Weißig, Mittelweißig und Unterweißig miteinander verbindet.

## Legende
Die nachfolgende Tabelle gibt eine Übersicht über die vorhandenen Straßen und Plätze im Stadtteil sowie einige dazugehörige Informationen. Im Einzelnen sind dies:
- Bild: Foto der Straße.
- Name/Lage: Aktuelle Bezeichnung der Straße oder des Platzes sowie unter ‚Lage‘ ein Koordinatenlink, über den die Straße oder der Platz auf verschiedenen Kartendiensten angezeigt werden kann. Die Geoposition gibt dabei ungefähr die Mitte der Straße an.
- Gemarkung: Ortsgemarkung(en), durch die die Straße verläuft.
- Namensherkunft: Ursprung oder Bezug des Namens.
- Anmerkungen: Weitere Informationen bezüglich anliegender Institutionen, der Geschichte der Straße, historischer Bezeichnungen, Kulturdenkmalen usw.

## Straßenverzeichnis
| Bild   | Name/Lage                 | Gemarkung           | Namensherkunft                | Anmerkungen |
| ------ | ------------------------- | ------------------- | ----------------------------- | --- |
|        | Am Walde (Karte)          | Unterweißig         | Weißiger Wald, Waldgebiet     | |
|        | Baumschulenstraße (Karte) | Weißig              |                               | |
|        | Buschfeld (Karte)         | Weißig              |                               | Kleingartensiedlung |
|        | Deubener Weg (Karte)      | Weißig              | Deuben, Stadtteil von Freital | |
|        | Hauptstraße (Karte)       | Weißig              |                               | Die Hauptstraße ist die Durchgangsstraße Weißigs und verbindet den Ort mit Döhlen und Großopitz. Sie ist als Kreisstraße 9077 klassifiziert.    |
|        | Hoher Weg (Karte)         | Weißig              |                               | |
|        | Juststraße (Karte)        | Unterweißig         |                               | |
| Bilder | Querstraße (Karte)        | Unterweißig         |                               | |
|        | Schäfereiweg (Karte)      | Weißig              |                               | |
|        | Schulstraße (Karte)       | Unterweißig         | Schulgebäude in Unterweißig   | |
| Bilder | Siedlung (Karte)          | Unterweißig         |                               | |
|        | Steile Straße (Karte)     | Unterweißig, Weißig |                               | |
|        | Zum Grund (Karte)         | Weißig              |                               | |
|        | Zur Sonnenleite (Karte)   | Weißig              |                               | Die Straße trug bis zum 1. November 2014 den Namen „Sonnenleite“ und wurde im Zuge der Beseitigung doppelter Straßennamen in Freital umbenannt. |